# Sigaus
Sigaus is een geslacht van rechtvleugeligen uit de familie veldsprinkhanen (Acrididae). De wetenschappelijke naam van dit geslacht is voor het eerst geldig gepubliceerd in 1898 door Hutton.

## Soorten
Het geslacht Sigaus omvat de volgende soorten:
- Sigaus australis Hutton, 1898
- Sigaus campestris Hutton, 1898
- Sigaus childi Jamieson, 1999
- Sigaus homerensis Morris, 2003
- Sigaus minutus Bigelow, 1967
- Sigaus obelisci Bigelow, 1967
- Sigaus piliferus Hutton, 1898
- Sigaus takahe Morris, 2003
- Sigaus villosus Salmon, 1950